# Antaplaga hemicrocea
Antaplaga hemicrocea är en fjärilsart som beskrevs av Dyar 1912. Antaplaga hemicrocea ingår i släktet Antaplaga och familjen nattflyn. Inga underarter finns listade i Catalogue of Life.